# Дергачов Володимир Олександрович
Володимир Олександрович Дергачов (нар. 9 вересня 1945) — російський геополітик, географ-економіст, професор, доктор географічних наук.
Член Міжнародної федерації журналістів (Брюссель). Іноземний член наукового комітету журналу Geopolitica (Рим, Італія). Член Національної спілки журналістів України. У 1998 році створив приватний Інститут геополітики професора Дергачова, з 2013 року — редактор і автор ілюстрованого журналу «Ландшафти життя». Має яскраво виражену, особливо після Помаранчевої революції, проросійську та антиукраїнську позицію, про що свідчать авторські публікації . Його погляди часто збігаються з головними російсько-радянськими міфами і тезами «Русского міра».

## Біографія
Народився в сім'ї військовослужбовця. Закінчив з відзнакою географічний факультет Московського державного університету ім. М. В. Ломоносова. Захистив в МГУ кандидатську (1976) і докторську (1987) дисертації. Працював в проектному інституті в Мінську, Тихоокеанському інституті географії Далекосхідного Наукового центру АН СРСР (Владивосток). З 1976 року працює в Інституті проблем ринку та економіко-екологічних досліджень НАНУ.

## Вклад у науку
Відомий як вчений в галузі геополітики, геоекономіки, геофілософії, регіоналістики і глобалістики. На основі розробляючої професором Дергачовим геополітичної теорії Великих багатовимірних просторів (рубіжної комунікативності) створена серія міждисциплінарних підручників, спрямованих на формування аналітичного мислення. Були розширені уявлення про нової та новітньої геополітики і сформульовані такі теоретичні та прикладні положення, що склали внесок у науку:
- теоретичні та прикладні основи освоєння території (історико-географічний та геополітичний підхід);
- уявлення про циклічність і просторово-часової стратифікації освоєння території, включаючи виділені історичні цикли господарського освоєння території;
- уявлення про єдиний процес освоєння земної поверхні, «закон» цілісності процесу освоєння (заселення, господарського освоєння і зміни природного середовища) земної поверхні;
- концепція природно-господарської контактної зони суша-океан, як берегової зони інтенсивної взаємодії природи, населення і господарства і одного з основних понять нової геополітики (геоекономіки);
- теорія економічного освоєння і районування Світового океану на основі формування портово-промислових комплексів і виділення ексцентрованих економіко-екологічних систем;
- теоретичне обґрунтування формування нової форми регіональної інтеграції (морських співтовариств), що втілилося на практиці в створенні Чорноморського району економічного співробітництва;
- вперше в радянській науці в кінці 80-х років була обгрунтована ідея і концепція поетапного переходу до ринкових відносин і світогосподарської інтеграції на основі відкритої економіки — формування вільних економічних зон і міжнародних транспортних коридорів;
- вперше розроблено геополітичні основи геоекономіки (нової геополітики);
- дано ставлення до геополітиці кібервійни, мережевих революцій і геополітичних технологій «захоплення» держав за допомогою «м'якої сили», маніпуляції свідомістю (підсвідомістю) людини і створення руйнівної рубіжної енергетики;
- вперше розроблено основи офшорної геополітики;
- практичне застосування геополітичної теорії БМП з урахуванням регулярний зарубіжних моніторингових поїздок дозволило з високим ступенем точності дати аналітичні прогнози трансформації Східної Європи та інших регіонів світу (Балкани, Крим, Китай, Індокитай, Близький Схід та ін.).

Автор понад 600 наукових праць (в тому числі 50 книг), аналітичних і публіцистичних видань, опублікованих в Росії, США, Японії, Італії, Україні, Молдові, Болгарії та ін. Країнах. Постійний автор міжнародного журналу «Вісник аналітики» (Москва, Росія). Публіцистичні статті друкувалися в російських газетах «Известия», «Літературна газета», «Економічна газета», «Общая газета», «Червона зірка», українських і зарубіжних виданнях.

## Основні праці
- Історичні цикли господарського освоєння території. — Вісник Московського університету. Серія геогр., 1976, № 2.
- Historical Cycles of Economic Development of a Territory. — Soviet Geography. Vol. XVIII, No 6, 1977. — P. 410—414 (USA, New York).  [Архівовано 27 квітня 2022 у Wayback Machine.]
- Цілісність процесу освоєння всієї поверхні земної кулі. — Вісник Московського університету. Серія геогр., 1979, № 1. (у співавт. З Ю. Г. Саушкіну).  [Архівовано 27 квітня 2022 у Wayback Machine.]
- Природно-господарська контактна зона «суша-океан». — Известия Всесоюзного гео-графічного товариства, 1980, том 112, вип.1.  [Архівовано 27 квітня 2022 у Wayback Machine.]
- The Physical-Economic Contact Zone Between Land and Sea. — Soviet Geography. Vol. XXII, No 8, 1981. — Р. 484—491 (USA, New York).  [Архівовано 27 квітня 2022 у Wayback Machine.]
- Теоретичні основи еколого-економічного районування Світового океану. — Известия Академии наук СССР, серія геогр., 1981, № 1.  [Архівовано 27 квітня 2022 у Wayback Machine.]
- Peculiarities in the Formation of Populated Places on the Seaboard of the USSR / — Soviet Geography, vol. XXVII, No 3, 1986. — P. 143—155 (USA, New York).
- Зарубіжні моделі «економічного дива». — Одеса, 1994. ISBN 5-7800-0007-7
- Вільні економічні зони — шлях до відкритого суспільства. — Известия Російської Академії наук, серія геогр., 1995, № 3.
- Створення зон комплементарного розвитку на соціокультурних рубежах. — Вісник Московського університету, серія географія, 1996, № 4.
- Розпечені рубежі. — Одеса, 1998. ISBN 966-549-156-3 Тираж 500 прим.  [Архівовано 27 квітня 2022 у Wayback Machine.]
- «Країна вічної вагітності» — Батьківщина, 1999, № 1.
- Геополітика. — Київ: ВІРА-Р, 2000. ISBN 966-95440-5-X Тираж 3 000 прим.  [Архівовано 27 квітня 2022 у Wayback Machine.]
- Геоекономіка. — Київ: ВІРА-Р, 2002. ISBN 966-7807-15-0 тираж 2 000 прим.  [Архівовано 27 квітня 2022 у Wayback Machine.]
- Геоекономіка України. Монографія. — Одеса: ІПРЕЕД НАНУ, 2002. ISBN 966-02-2027-8 Тираж 500 прим.  [Архівовано 27 квітня 2022 у Wayback Machine.]
- Глобальна геоекономіка. Монографія. Одеса — Київ, НАНУ, 2003. ISBN 966-8116-05-4 Тираж 300 прим.  [Архівовано 27 квітня 2022 у Wayback Machine.]
- Цивілізаційна геополітика (геофілософія). — Київ: ВІРА-Р, 2004. ISBN 966-7807-17-7 тираж 2 000 прим.  [Архівовано 29 травня 2022 у Wayback Machine.]
- Регіонознавство. — М .: ЮНИТИ-ДАНА, 2004 року (у співавт. З Л. Б. Вардомський). ISBN 5-238-00765-5 Тираж 30 000 екз.  [Архівовано 27 квітня 2022 у Wayback Machine.]
- Геополітика. — М .: ЮНИТИ-ДАНА, 2004. ISBN 5-238-00779-5 Тираж 30 000 екз.  [Архівовано 27 квітня 2022 у Wayback Machine.]
- Цивілізаційна геополітика (Теорія Великих багатовимірних просторів). Монографія. — Одеса: ІПРЕЕД НАНУ, 2004. ISBN 966-02-3197-0 Тираж 300 прим.  [Архівовано 27 квітня 2022 у Wayback Machine.]
- Геополітичний словник-довідник. — Київ: КНТ, 2009 ISBN 978-966-373-499-6 Тираж 1 000 прим.  [Архівовано 27 квітня 2022 у Wayback Machine.]
- Міжнародні економічні відносини. Підручник. — М .: ЮНИТИ-ДАНА, 2005. ISBN 5-238-00863-5 Тираж 20 000 екз.  [Архівовано 27 квітня 2022 у Wayback Machine.]
- Глобалістика. — М .: ЮНИТИ-ДАНА, 2005. ISBN 5-238-00957-7 Тираж 15 000.  [Архівовано 27 квітня 2022 у Wayback Machine.]
- Геополітична трансформація України. — Вісник аналітики, 2006, № 2.  [Архівовано 27 квітня 2022 у Wayback Machine.]
- Геополітична трансформація міжнародних транспортних коридорів. — Вісник аналітики, 2006, № 3.  [Архівовано 27 квітня 2022 у Wayback Machine.]
- Трансформація технологій новітньої геополітики.- Вісник аналітики, 2007, № 1.  [Архівовано 27 квітня 2022 у Wayback Machine.]
- Наслідки цунамі бездумної демократії. — Світ змін, 2006, № 2.  [Архівовано 27 квітня 2022 у Wayback Machine.]
- «Щоб зійти з розуму — треба його мати». — Світ змін, 2007, № 3.  [Архівовано 27 квітня 2022 у Wayback Machine.]
- Демократична «петля Анаконди». — Вісник аналітики, 2007, № 3.  [Архівовано 27 квітня 2022 у Wayback Machine.]
- Особливості китайської геополітики. — Вісник аналітики, 2008, № 2.  [Архівовано 27 квітня 2022 у Wayback Machine.]
- Геополітична трансформація Криму. — Вісник аналітики, 2008, № 3.  [Архівовано 27 квітня 2022 у Wayback Machine.]
- Геополітика. Вибрані праці в п'яти книгах (Електронне видання на CD). — Видавничий проект професора Дергачова, 2008.
- Наукові праці в семи книгах (Електронне видання на CD). — Видавничий проект професора Дергачова, 2008.
- Геополітика. Геофілософія. Геоекономіка. Собрание трудов в двадцяти семи томах. (Електронне видання на CD). — Видавничий проект професора Дергачова 2009.
- Коли влада волає до Розуму і Богів. — Світ змін, 2009, № 1.  [Архівовано 27 квітня 2022 у Wayback Machine.]
- Фатальні рубежі Європи. — Вісник аналітики, 2009 № 1.  [Архівовано 27 квітня 2022 у Wayback Machine.]
- Розпечені рубежі Близького Сходу. — Вісник аналітики, 2009 № 3.  [Архівовано 27 квітня 2022 у Wayback Machine.]
- Регіоналістика. Монографія. (Електронне видання на CD). — Видавничий проект професора Дергачова, 2009. ISBN 966-02-3718-9  [Архівовано 27 квітня 2022 у Wayback Machine.]
- Геополітика. Російська геополітична енциклопедія. — Аналітичний і освітній портал «Інститут геополітики професора Дергачова» 1940 інтернет-сторінок.  [Архівовано 27 квітня 2022 у Wayback Machine.]
- Нова геополітична архітектура Євразії: від Атлантики до Тихого океану. — Вісник аналітики, 2010 № 4 (Росія, Москва).  [Архівовано 27 квітня 2022 у Wayback Machine.]
- Геополітична теорія Великих багатовимірних просторів. Монографія. (Електронне видання на CD). — Видавничий проект професора Дергачова, 2011. ISBN 978-966-02-6012-2  [Архівовано 27 квітня 2022 у Wayback Machine.]
- Геоекономічна трансформація України. Монографія. (Електронне видання на CD). — Видавничий проект професора Дергачова, 2011. ISBN 978-966-02-5520-3  [Архівовано 27 квітня 2022 у Wayback Machine.]
- Геополітика світової кібервійни. — Вісник аналітики, 2011, № 1.  [Архівовано 27 квітня 2022 у Wayback Machine.]
- Офшорна геополітика. — Вісник аналітики, 2011, № 4.  [Архівовано 27 квітня 2022 у Wayback Machine.]

Il divorzio tra Russia e Ucraina. — GEOPOLITICA, vol. I, no. 1, 2012. VENT'ANNI DI RUSSIA (Італія, Рим), переклад на російську мову  [Архівовано 27 квітня 2022 у Wayback Machine.]
- La Geopolitica dei Grandi spazi multidimensionali. — GEOPOLITICA, vol. I, no. 3, 2012 (Італія, Рим), переклад на російську мову  [Архівовано 27 квітня 2022 у Wayback Machine.]
- Золотий вік «китайської цивілізації». — Вісник аналітики, 2012, № 2.  [Архівовано 27 квітня 2022 у Wayback Machine.]
- Геополітична трансформація Африки. — Вісник аналітики, 2012 № 4.  [Архівовано 27 квітня 2022 у Wayback Machine.]
- Геополітична трансформація Латинської Америки. — Вісник аналітики, 2013, № 2 — № 3.  [Архівовано 27 квітня 2022 у Wayback Machine.]
- Битва за Євразію. Тектонічна геополітична трансформація. — Вісник аналітики, 2014 року, № 1.  [Архівовано 27 квітня 2022 у Wayback Machine.]
- Піратська геополітична технологія «керованого хаосу». — Вісник аналітики, 2014 року, № 4.  [Архівовано 27 квітня 2022 у Wayback Machine.]
- Анатомія розтранжированої незалежності. — Світ змін, 2014 року, № 4. [недоступне посилання з липня 2019]